# 5910 Zátopek
5910 Zátopek là một tiểu hành tinh vành đai chính với chu kỳ quỹ đạo là 1257.4626479 ngày (3.44 năm).
Nó được phát hiện ngày 29 tháng 11 năm 1989.